# Fissidens cryptoneuron
Fissidens cryptoneuron là một loài Rêu trong họ Fissidentaceae. Loài này được P. de la Varde mô tả khoa học đầu tiên năm 1933.